# Sinoxylon fuscovestitum
Sinoxylon fuscovestitum är en skalbaggsart som beskrevs av Pierre Lesne 1919. Sinoxylon fuscovestitum ingår i släktet Sinoxylon och familjen kapuschongbaggar. Inga underarter finns listade i Catalogue of Life.